# من الصفر (برنامج)
من الصفر برنامج تلفزيوني اجتماعي وثائقي يقدمه الإعلامي مفيد النويصر في شهر رمضان على قناة MBC، ويستضيف البرنامج في كل حلقة شخصيات سعودية وعربية وعالمية للحديث عن قصص نجاحها من البدايات. وانطلق البرنامج في شهر رمضان عام 2016م باسم (من الصفر)، ثم تغيّر اسمه إلى (اللقاء من الصفر) ابتداءً من الموسم السادس 2021.

## بداية البرنامج
كانت بداية البرنامج من اليوتيوب بإنتاج حلقتين أعدهما وقدمهما مفيد النويصر عام 2014 حققتا انتشاراً كبيراً على مستوى العالم العربي، وأدى ذلك إلى إنتاج برنامج من الصفر.

## فكرة البرنامج
يوثق البرنامج في كل حلقة جوانب من سيرة شخصية من الشخصيات الناجحة، ويكتفي مقدم البرنامج بالتواجد خارج إطار الكاميرا، لا يظهر سوى في المقدمة وفي بعض الفواصل، ويترك الضيف ليواجه الجمهور مباشرة من دون تدخل منه، ويصف مفيد النويصر البرنامج فيقول: «من الصفر برنامج وثائقي، فيه الضيف هو البطل الوحيد»، ويضيف: «هو الشخص الحقيقي الذي يستحق أن يتوج وأن يحصل على اهتمام الجمهور في كل ثانية يتحدث فيها ويروي أكبر قدر من القصص. الساعة التلفزيونية ما بين 48 - 52 دقيقة، خمسون دقيقة يجب أن تخصص للضيف للحديث».
وعن تغير اسم البرنامج إلى (اللقاء من الصفر) من الموسم السادس قال النويصر: «بداية البرنامج كانت عبر شخصيات تخطت الصعوبات وأطلقت نجاحاتها عبر الكفاح من الصفر، غير أن مرور الأعوام غيّر من مفهوم الصفر... سنة بعد سنة تغير فهمي لما هو معنى «الصفر»، أعتقد أنني نضجت في فهمي لمعناه، كما أنني لاحظت أن كلمة الصفر ارتبطت في عقول الناس بالمال فقط... الصفر ليس بالضرورة أن يكون قصة تكوين ثروة أو تحدٍّ ضخم، غيرنا عنوان البرنامج ليصبح «اللقاء من الصفر» بمعنى بداية قصة، لأن هناك شخصيات تستحق تسليط الضوء عليها وليس بالضرورة أن يكون مشوار نجاحها قد تضمن قصة التغلب على الفقر وتكوين المال... هناك أصفار ثانية».